# Цілинний (Світлинський район)
Ціли́нний (рос. Целинный) — селище у складі Світлинського району Оренбурзької області, Росія.

## Населення
Населення — 598 осіб (2010; 987 у 2002).
Національний склад (станом на 2002 рік):
- росіяни — 70 %